# هرگز دوباره نمی رقصم (آلبوم)
هرگز دوباره نمی رقصم (به انگلیسی: Never Gonna Dance Again ) سومین آلبوم استودیویی کره‌ای ته-مین خواننده کره‌ای است. این شامل دو بخش است، Act 1 و Act 2 ، که بعداً در آلبوم بسته بندی مجدد، هرگز دوباره نمی رقصم (نسخه توسعه یافته) گردآوری شدند. ) .